# Caramuru (poema épico)

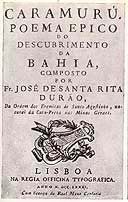
"Caramuru. Poema Épico do Descobrimento da Bahia". Fac-simile da capa da primeira edição.

Caramuru. Poema Épico do Descobrimento da Bahia é um poema épico do frei Santa Rita Durão, escrito em 1781.
Conta a história de Diogo Álvares Correia, o "Caramuru", um náufrago português que viveu entre os Tupinambás. O livro alude também a sua esposa, Catarina Paraguaçu, como visionária capaz de prever as guerras contra os neerlandeses. Os escritos seguem a inspiração de Luís Vaz de Camões, utilizando-se de sonhos e previsões, e tem grande valor por incluir informações sobre os povos indígenas brasileiros. 
Além de relatar a trajetória de Caramuru, refere outros fatos da história do Brasil. É uma obra essencial para o estudo da literatura  brasileira arcadista. 